# James Last
James Last, seudónimo de Hans Last, también conocido como Hansi (Bremen, Alemania, 17 de abril de 1929-Palm Beach, Florida, 9 de junio de 2015), fue un compositor alemán, director de orquesta y líder de su propia big band. Su «música alegre» ha vendido numerosos álbumes en Alemania y el Reino Unido. Su composición «Happy Heart» (1969) se convirtió en un éxito internacional en la interpretación de Andy Williams y Petula Clark.

## Primeros años
Fue el tercero de los hijos de Louis y Martha Last bautizado como Hans Last. El padre de Last, Louis Last, aparte de tocar la batería y el acordeón de manera aficionada, era un funcionario del departamento de obras públicas de la ciudad de Bremen (Alemania), por lo que el pequeño Hans Last se crio en el suburbio de Sebaldsbrück. Aprendió a tocar el piano a la edad de 12 años; luego, en su adolescencia, pasó al contrabajo. Su ciudad natal fue bombardeada en la Segunda Guerra Mundial, y se difundió por radio el mensaje de la necesidad de puestos de comando de defensa para las incursiones bélicas. Así, a los 14 años, se inscribió en la Escuela Militar de Música Bückeburg, de la Wehrmacht, las fuerzas armadas alemanas.
Después de la caída de los nazis, en 1946, se unió a la Hans-Gunther Österreich Radio Bremen Dance Orchestra. En 1948 se convirtió en el líder del conjunto Last-Becker Ensemble, labor que desarrolló durante siete años. Durante ese tiempo, fue elegido como el mejor bajista en el país por una encuesta alemana de jazz, durante tres años consecutivos, entre 1950-1952. Después de la disolución de Last-Becker Ensemble, se convirtió en arreglista de la casa discográfica Polydor Records, así como en una serie de emisoras de radio europeas. En la década de 1960, ayudó a organizar visitas de artistas como Helmut Zacharias, Freddy Quinn, Lolita (Edith "Ditta" Einzinger), Alfred Hause y Caterina Valente. Durante este período se da a conocer como Hans Last, de ahí su apodo de "Hansi".

## Labor musical
Last realizó sus primeros álbumes en los EE. UU. bajo el título de The American Patrol, de Warner Brothers, desde 1964. En este año, formó su propia orquesta, la James Last Orchestra (extensión de su big band). También lanzó una serie de 9 discos en una serie llamada Classics Up To Date vols. 1-9, basados en arreglos de melodías clásicas con cuerdas, ritmo y coro sin palabras, desde mediados de la década de 1960 hasta la de 1970. En 1965, Last lanzó el álbum Non-Stop Dancing, una grabación de versiones breves de canciones populares, todos unidos por un ritmo de baile insistente y ruidos de multitud (parecidos a una discoteca de la época). El álbum fue todo un éxito, y ayudó a hacer de él una de las estrellas más importantes de Europa. Durante las siguientes cuatro décadas, Last grabó más de 190 registros musicales, entre ellos varios volúmenes de Non-Stop Dancing. En estos registros, varió su fórmula mediante la adición de diferentes canciones de diferentes países y géneros, así como artistas invitados, tales como el pianista francés Richard Clayderman y la cantante brasileña Astrud Gilberto. También tuvo una exitosa serie de televisión propia en la década de 1970, con invitados como el grupo sueco ABBA y Lynsey de Paul.
A pesar de que sus conciertos y discos fueron siempre exitosos, especialmente en el Reino Unido, donde tuvo 52 discos exitosos entre 1967 y 1986, solo superado por Elvis Presley en el ranking de álbumes, solo ha tenido dos singles de éxito con "The Seduction", el tema del filme American Gigolo (1980), compuesta por Giorgio Moroder, y "Bizcaya", del álbum Bizcaya. 
En 1969, compuso la canción Happy Heart, que se convirtió en un éxito internacional, en la interpretación de Andy Williams y Petula Clark. En 1972, compuso la canción "Music from Across the Way", interpretada también por Andy Williams, cuya base es una melodía de sensación clásica, y que fue un éxito en todo el mundo.
En 1977, Last compuso la famosa melodía "The Lonely Shepherd", obra que interpreta con su orquesta, tanto en compañía de Gheorghe Zamfir como por separado, la ha interpretado por más de tres décadas, y es reconocida como una de sus melodías emblemáticas. La melodía fue elegida por Tarantino, para su película Kill Bill 1 (2003). 
Last ha ganado numerosos premios populares y profesionales, incluyendo el Premio Billboard de las Estrellas del Año, en 1976; y ha sido premiado por su trayectoria con el premio alemán ECHO, en 1994. 
Last tiene una gran base de fanes en Europa y en otros lugares del mundo. El sello de los arreglos de su big band, en los hits de la música pop; y su serie de álbumes; es igualmente conocido. A lo largo de su carrera, ha vendido más de 100 millones de álbumes. 
En abril de 2008, lanzó el DVD titulado "James Last - Live At The Royal Albert Hall", que muestra una grabación en vivo de un concierto especial, realizada en 2007, en el prestigioso salón musical de Londres, Reino Unido, donde Last celebraba sus 80 años de vida y 50 en el mundo de la música. 
Last, a lo largo de su carrera, también realizó álbumes con temas de música clásica, y participó como director de orquesta en presentaciones de óperas famosas (en lo principal, en su país natal). En enero de 2011, como cada año, anunció una fecha de conciertos europeos.
En los últimos tiempos, en sus presentaciones, solía aparecer junto con su orquesta, conocida por su versatilidad en cuanto al repertorio (desde el clásico Ave María hasta una canción pop de Lady Gaga), y su alegre expresión física y gestual al momento de interpretar (bailes, coreografías, aplausos, gesticulaciones, expresiones especiales con los instrumentos); origen del apelativo de "música alegre".
Last dividía su tiempo entre Florida (EE. UU.) y Alemania. En 1997, enviudó de su primera esposa, Waltraud, con quien estuvo 42 años casado. Valoraba mucho a su segunda esposa, Christine con quien se casó en 1999, y su hijo, Ronald (Ron) Last, quienes le ayudaban con su música.
Last falleció, a la edad de 86 años, el martes 9 de junio de 2015 en su casa de Palm Beach, Florida, rodeado de su familia, dijo la compañía que lo representaba, Semmel Concerts, en su cibersitio.

## Discografía
| Producciones de James Last: (como Hans Last, Orlando y James Last) - Tricks in Rhythm (1959) - Die gab's nur einmal (1963) - Die gab's nur einmal (1964) - Musikalische Liebesträume (1965) - Continental Tango (1965) - Non Stop Dancing '65 (1965) - Hammond A Go Go (1965) - Non Stop Dancing '66 (1965) - Beat In Sweet (1965) - Ännchen von Tharau bittet zum Tanz (1966) - Trumpet A Go Go (1966) - Hammond A Go Go Vol. 2 (1966) - Instrumentals Forever (1966) - Classics Up To Date (1966) - Non Stop Dancing '66/II (1966) - Midnight In December (1966) (Single) - Christmas Dancing (1966) - Sax A Go Go (1967) - Non Stop Dancing '67 (1967) - That's Life (1967) - Games That Lovers Play (1967) - Non Stop Dancing '67/2 (1967) - Trumpet A Go Go Vol. 2 (1967) - James Last Presents George Walker (1967) - Fanfare (1967) - Piano A Go Go (1968) - Guitar A Go Go (1968) - Humba Humba A Go Go (1968) - Non Stop Dancing '68 (1968) - Freddy Live (1968) (live-concert with Freddy) - Trumpet A Go Go 3 (1968) - Non Stop Dancing 7 (1968) - Rock Around With Me! (1968) - Käpt’n James bittet zum Tanz (1968) - Sekai Wa Futari No Tameni (1968) (Editado para Japón) - Die Dreigroschenoper (1968) (Caja de 3 LP) - Non Stop Dancing 8 (1969) - Hammond a go go 3 (1969) - Op klompen (1969) - Ännchen von Tharau bittet zum Tanz 2 (1969) - Hair (1969) - Non Stop Dancing 9 (1969) - Wenn suess das Mondlicht auf den Huegeln schlaeft (1969) - Happy Lehar (1969) - Non Stop Evergreens (1969) - Classics Up To Dat Vol. 2 (1969) - Onder Moeders Paraplu (1969) - Golden Non Stop Dancing 10 (1970) (Edición de jubileo como caja de LP) - Around The World (1970) (3 LP-Box) - Beachparty (1970) - America Album (1970) (Edición promocional, no presentado oficialmente) - With Compliments (1970) - Does His Thing (Happy Music) (1970) - Non Stop Dancing 11 (1970) - Käpt’n James bittet zum Tanz — Vol. 2 (1971) - In Scandinavia (1971) - Happyning (1971) - Non Stop Dancing 12 (1971) - Last Of Old England (1971) - Beachparty 2 (1971) - Non Stop Dancing 1972 (1971) (Non Stop Dancing 13) - Polka Party (1971) - In Concert (1971) - In Concert 2 (1971) - Music From Across The Way (1971) - Voodoo Party (1971) - Wenn die Elisabeth mit ... James Last (1972) | - Non Stop Dancing 1972/2 (1972) - Love Must Be The Reason (1972) - Beachparty 3 (1972) - Russland zwischen Tag und Nacht (1972) - Polka Party II (1972) - Non Stop Dancing 1973 (1972) - Super Non-Stop Dancing (1972) - Classics (1973) - Sing mit (1973) - Happy Hammond (1973) - Non Stop Dancing 1973/2 (1973) - Beachparty 4 (1973) - Stereo Spectacular (1973) - Weihnachten & James Last (1973) - Käpt’n James auf allen Meeren (1973) - Polka-Party (1973) - Non Stop Dancing 1974 (1973) - Sax and Violins A Go Go (1974) - Sing mit 2 (1974) - In Wien beim Wein (1974) - James Last Live (1974) (2 LP-album) - Non Stop Dancing 1974/2 (1974) - Beachparty 5 (1974) - Polka Party 3 (1974) - Violins In Love (1974) - Classics Up To Date 3 (1974) - Sing mit 3 (1975) - Non Stop Dancing 20 (jubilee-edition) (1975) (Regrabación del álbum "Non Stop Dancing '65" de 1965) - In The Mood For Trumpets (1975) - Well Kept Secret (1975) - Tulpen uit Amsterdam (1975) - Rock Me Gently (1975) (Editado solo para Reino Unido y Canadá) - Beachparty 6 (1975) - Mambo No. 5 And Other Loved Classics (1975) - Non Stop Dancing 1976 (1975) - Stars im Zeichen eines guten Sterns (1975) - Sing mit 4 (1976) - Freut Euch des Lebens (1976) - Happy Summer Night (1976) - Non Stop Dancing 1976/2 (1976) - Happy Marching (1976) - Classics Up To Date 4 (1976) - Non Stop Dancing 1977 (1976) - Sing mit 5 (1976) - Auf last geht's los (1977) - James Last spielt Robert Stolz (1977) - Non Stop Dancing 1977/2 (1977) - Western Party And Square Dance (1977) - Russland Erinnerungen (1977) - Sing mit 6 – von Hamburg bis Mexico (1977) - Non Stop Dancing 78 – Folge 25 (1978) - Live In London (1978) - World Hits (1978) - Classics Up To Date 5 (1978) - New Non Stop Dancing '79 (1978) - Copacabana – Happy Dancing (1979) - James Last And The Rolling Trinity (1979) - Non Stop Hansi (1979) (No se puso a la venta) - Hereinspaziert zur Polka Party (1979) - Paintings (1979) (Only in Japan) - Live in Tokyo (1979) - Ein festliches Konzert zur Weihnachtszeit (1979) - The Non Stop Dancing Sound Of The 80's (1979) - Sing mit 7 – Die Party für das ganze Jahr (1980) - Romantische Träume (1980) - Seduction (1980) - Caribbean Nights (1980) - Non Stop Dancing '81 (1980) - Rosen aus dem Süden (1980) - Die schönsten Melodien der letzten 100 Jahre (1980) - Sing mit 8 … und ab geht die Feuerwehr! (1981) - Ännchen von Tharau bittet zum Träumen (1981) - Tango (1981) - Hansimania (1981) - Non Stop Dancing ’82 – Hits Around The World (1982) - Sing mit 9 – Lass’ die Puppen tanzen (1982) | - Jahrhundertmelodien (1982) - Biscaya (1982) - Nimm mich mit Käpt’n James auf die Reise (1982) - Paradiesvogel (1982) - Sing mit 10 – Wir wollen Spass! (1982) - Non Stop Dancing '83 – Party Power (1983) - Erinnerungen (1983) - James Last spielt die grössten Songs von The Beatles (1983) - The Rose Of Tralee (1983) - Superlast (1983) - Classics Up To Date Vol.6 (1984) - James Last im Allgäu (In The Alps) (1984) - Paradiso (1984) - James Last At St. Patrick's Cathedral, Dublin (1984) - James Last in Scotland (1984) - Non Stop Dancing '85 (1984) - Grenzenloses Himmelblau (1985) - Für alle! (Leave the best to Last) (1985) - Viva Vivaldi (1985) - Swing mit (1985) - Deutsche Vita (1986) - In Ireland (1986) - Plus (James Last y Astrud Gilberto) (1986) - Traumschiff-Melodien (1986) - Alles hat ein Ende nur die Wurst hat zwei (1987) - James Last in Holland (1987) - James Last spielt Bach (1987) - The Berlin-Concert ’87 (1987) - Lorentz & Soehne (1988) - Flute Fiesta (James Last y Berdien Stenberg) (1988) - Dance, Dance, Dance (1988) - James Last spielt Mozart (1988) - Happy Heart (1989) - Wir spielen wieder Polka (1989) - Lieder (James Last y René Kollo) (1989) - Classics By Moonlight (1990) - James Last in Holland 2 (1990) - Traummelodien [Il y a toujours du soleil au dessus des nuages] (James Last y Richard Clayderman) (1990) - Pop Symphonies (1991) - Serenaden [Together at Last] (James Last y Richard Clayderman) (1991) - Viva España (1992) - Country Cousins (1992) - James Last in Holland 3 (1992) - Frieden (Peace) (1992) - James Last spielt Andrew Lloyd Webber (1993) - Christmas Eve (James Last y Engelbert Humperdinck) (1994) - Dein ist mein ganzes Herz (James Last y Milva) (1994) - In Harmony (James Last y Richard Clayderman) (1995) - Beach Party ’95 (1995) - My Soul – Best of Motown (1995) - Classics From Russia (1996) - Macarena (1996) - Pop Symphonies 2 (1997) - Classics Up To Date 8 (1998) - Country Roads (1998) - The Best of Live on Tour (1998) - James Last & Friends (1998) - Happy Birthday (1999) - Concerts (1999) - Gentleman Of Music (2000) - Ocean Drive (2001) - James Last Plays ABBA (2001) - A World Of Music (2002) - New Party Classics (2002) - Elements Of James Last Vol. 1 (2004) - They Call Me Hansi (2004) - Die schönsten TV- und Filmmelodien (2006) - Live in Europe (2006) - Warum Maenner nicht zuhoeren und Frauen schlecht einparken (Banda sonora) (2007) GK - James Last In Los Angeles (reedición de "Well Kept Secret" de 1975) (2008) GK - James Last — Live At The Royal Albert Hall (Ediciones separadas de 1 DVD y 2 CD) (2008) GK - James Last - Eighty Not Out (Edición de 3-CD) (2010) |